# Рау Вадулуј (Валча)
Рау Вадулуј (рум. Râu Vadului) насеље је у Румунији у округу Валча у општини Каинени. Oпштина се налази на надморској висини од 351 m.

## Становништво
Према подацима из 2002. године у насељу је живело 54 становника, од којих су сви румунске националности.